# Szászvár
Szászvár (em alemão:   Saswar) é uma vila da Hungria, situada no condado de Baranya. Tem 21,17 km² de área e sua população em 2019 foi estimada em 2.225 habitantes.